# Evangelický sbor a.v. Českobratrské církve evangelické v Českém Těšíně
Evangelický sbor a. v. Českobratrské církve evangelické v Českém Těšíně na Rozvoji je sborem Českobratrské církve evangelické v Českém Těšíně. Sbor spadá pod Moravskoslezský seniorát. Bohoslužby se konají v evangelickém kostele Na Rozvoji. Sbor má kazatelské stanice v Ropici, Zpupné Lhotě a Karviné.
Sbor patří k početně největším sborům v ČCE a má v rámci této církve výjimečně silnou vazbu na svou luterskou tradici. Ve sboru se konají bohoslužby v češtině a v polštině.
Od roku 2014 sbor provozuje Církevní mateřskou školu Loďka.
Kromě farářů Marcina Pilcha a Mojmíra Blažka působí ve sboru pastorační pracovník Milan Kantor. Kurátorem je Marek Schulhauser.